# 東京都交通局E5000形電気機関車
東京都交通局E5000形電気機関車（とうきょうとこうつうきょくE5000がたでんききかんしゃ）は、2006年（平成18年）4月1日より運用を開始した、東京都交通局（都営地下鉄）の事業用電気機関車。
日本の地下鉄では初めての車籍を有する機関車。

## 概要

### 製造の経緯
当初、東京都交通局では大江戸線車両（12-000形・12-600形）の重要部検査・全般検査の施行できる工場施設を木場車両検修場に建設することを計画していたが、建設費用が嵩むことや、浅草線の馬込車両検修場の改修が予定されていたことにより、軌間が同一（1,435mm、いわゆる標準軌）で、どちらも電化方式が架空電車線方式である大江戸線と浅草線との間に「汐留連絡線」と称する連絡線を建設することとした。
汐留連絡線は大江戸線汐留駅を起点とし、JR横須賀線東京トンネル直上、環状2号線道路、東海道新幹線、東海道本線（東海道線・山手線・京浜東北線）の直下を横断し、浅草線大門 - 新橋間を終点とする。2006年（平成18年）4月1日に完成し、使用を開始した。単線箱型トンネル構造で延長は 483m 。途中半径80mの曲線や約48‰ の勾配がある。
しかし、大江戸線と浅草線は軌間こそ同じだが、大江戸線が鉄輪式リニアモーター駆動、浅草線が通常の回転式電気モーター駆動で走行方式が全く異なり、大江戸線の車両は軌道側にリアクションプレートがない浅草線内を自走できない。また、大江戸線はリニアモーター駆動の採用で小型化を図っており、車両規格（車両限界、建築限界）が浅草線より小さく（いわゆるミニ地下鉄）、浅草線の一般車両が大江戸線へ乗り入れることもできない。そのため、大江戸線と浅草線の両線を直通できる牽引用の電気機関車としてE5000形を製造し、大江戸線車両を連絡線経由で馬込車両検修場へ回送する列車を運行することとした。なお、大江戸線内でも回転式電気モーター使用となるが、自走自体は可能である。

### 車両搬入と運用まで
2005年3月に2編成（4両）が川崎重工業車両カンパニーで落成し、JR線を経由した甲種輸送、トレーラーによる陸送などを経て馬込車両検修場・木場車両検修場（高松車庫）からそれぞれ搬入された。東京都地下鉄建設が発注し、落成後に東京都交通局に譲渡するという形をとった。
その後は搬入された浅草線、大江戸線において深夜に性能試験や5300形や12-000形併結訓練を実施した。そして、E5003 - E5004は2006年（平成18年）1月20日終電後に高松車庫（光が丘駅）から汐留連絡線を経由して馬込車両検修場まで自力回送された。その後は2006年3月末まで12-000形連結試験や各種訓練を行い、2006年（平成18年）4月1日に入籍し、本形式の本格的な運用を開始した。
大江戸線の車両の入出場回送の際に、当該車の先頭部に連結される。入場する大江戸線車両は汐留駅の引き上げ線に入線してE5000形連結し、汐留連絡線を経由して馬込車両検修場まで回送される。出場時はこれとほぼ逆のルートとなるが、一度新橋まで入線し、同駅の非常渡り線で折り返して汐留連絡線を経由して汐留駅構内の引き上げ線まで回送される。
なお、本形式は大江戸線を通常の粘着式運転で自力走行ができるが、試運転以外で同線を単独走行したのは、前述したE5003+E5004が2006年1月に光が丘→西馬込間を走行したのみ。

## 車両概説

### 車体
車体は普通鋼製、車体塗色はストロベリーレッドで、これは浅草線・大江戸線のラインカラーの中間の色に合わせたもの。車体側面は搭載機器の点検用にステンレスの全面開き戸になっている。車体断面は浅草線より小さい大江戸線の車両限界に合わせてあり、車両限界を有効活用するために屋根肩部を直線状とし、また機能性を重視して直線的な車体形状としている。前照灯・尾灯は窓下部に配置し、上部には事業用車ながら急行灯が設置されている。
汐留駅引き上げ線の線路長の関係から、2両編成で25m以下の全長となっている。軌道の重量制限から、軸重は10.5t以下に収めている。
先頭部の連結器は廻り子式密着連結器であるが、新幹線用密着連結器と同様に位置決め用の突起が丸くなっているのが特徴。高さは可変であり、通常は高さ550mmの大江戸線に合わせているが、高さ880mmとして連結アダプタを使用することで浅草線用車両と連結することもできる。この連結器は自動開放シリンダー付密着連結器であり、電気連結器も設けられている。さらに作業用監視カメラ（フロントガラス中央上部の箱内にあり、直下にある連結器を監視できる）と作業灯を設け、連結作業の効率化を図っている。また、新製時にはなかったKE66A形ジャンパ連結器が、牽引車両とのアース線の接続のために連結器横に追加されている。
運転台は片側にしかなく2両を背中合わせに永久連結して運用することから、すなわち2両で1組（EHタイプの箱形）。車体内部は運転室と機器室に分かれている。後述する搭載機器はこの機器室内と床下に分散して配置してある。機器室内は中央に点検通路を有しており、各車両ごとに搭載機器は同一場所に設置されている。このため、上部から見た場合に2両の機器は点対称に配置されている。2両間の連結部には扉があり、通行できるようになっている。この貫通路部はヒサシとサン板、ほかに転落防止用の保護棒と保護鎖を設置している。運転室は運転士の操作性・機能性・視認性を重視して設計されている。運転室内は白色系の配色、運転台計器盤はダークグレイの配色。運転台は車体中心線中央部に配置されており、計器盤には車内信号対応の速度計（80km/h 表示まで）・圧力計・表示灯がなどがある。主幹制御器は連結・開放作業時や急勾配登坂時の起動・制御を考慮して横軸式ツーハンドル式であり、左にマスコンハンドル（1ノッチ - 4ノッチ）、右にブレーキハンドル（常用7段・非常1段）を配置する。乗務員室には小形のユニットクーラー（3,000kcal/h・3.49kW）を設置している。
保安装置には京成電鉄・新京成電鉄・北総鉄道・京急電鉄・都営浅草線で使用されている更新型のC-ATSと大江戸線で使用されている新CS-ATCを搭載している。列車無線は浅草線用の誘導無線（IR）と大江戸線用の空間波無線（SR）を搭載する。

### 主要機器
制御装置はドイツ・シーメンス社製2レベルのIGBT-VVVFインバータ制御（形式：T-INV5形）を採用。制御方式は1台のインバータで190kWの主電動機（端子電圧1050V・電流133A・周波数61Hz・回転数1800rpm）を4台制御する1C4M×1群制御。リニアモーターは備えておらず、大江戸線内でもリアクションプレートは使用せずに、通常の車輪による動力走行。
ただし、シーメンス社製のVVVFインバータ装置および主電動機は、2017年に東洋電機製造が納入したVVVFインバータ装置、主電動機に交換されている。
補助電源装置はIGBT素子を使用した静止形インバータ（SIV。出力70kVA）を搭載しており、回送時の12-000形に電源を供給できる最低限の容量を確保している。空気圧縮機 (CP) は起動装置、除湿装置などの周辺機器を一体箱に収納したユニット形のスクリュー式コンプレッサ（吐出量800L/min・クノールブレムゼ製）。SIV装置、蓄電池、空気圧縮機、空気タンク、ブレーキ作用装置、保安装置などは機器室内に配置しており、これらは保守性や機能性と重量バランスを考慮して設置している。
集電装置はシングルアーム式パンタグラフを搭載している。浅草線・大江戸線の車両限界の違いによる、架線の高さの違いから集電舟支え装置の異なる2種類がある。Mc1 に浅草線用（形式：PT-7202-A形）を2台、Mc2には大江戸線用（形式：PT-7202-B形）を1台搭載する。
台車は川崎重工業製の軸梁式ボルスタレス方式で、浅草線車両では初めてのボルスタレス方式台車。形式は運転室側がT-1Da形、連結面側はT-1Db形と称する。基礎ブレーキ装置には片押し式のユニットブレーキが採用され、車輪径は 860mm 、駐車ブレーキを装備している。各車輪には空転を防ぐため、増粘着装置（アルミナの粉末を使用）を備える。

### 牽引方法
本形式は大江戸線車両や浅草線車両（約210t - 250t）を牽引できる性能を持つ。被牽引車両はパンタグラフを下げ、無動力状態で回送される。本形式からは元空気管、制御電源、ブレーキ、インターホン、合図ブザー回路が接続される。これにより、本形式からの指令により連結車両の空気ブレーキ（常用・非常・保安）を総括制御させる。さらに両車両間の連絡用のインターホン、合図ブザーを相互に使用することも可能。

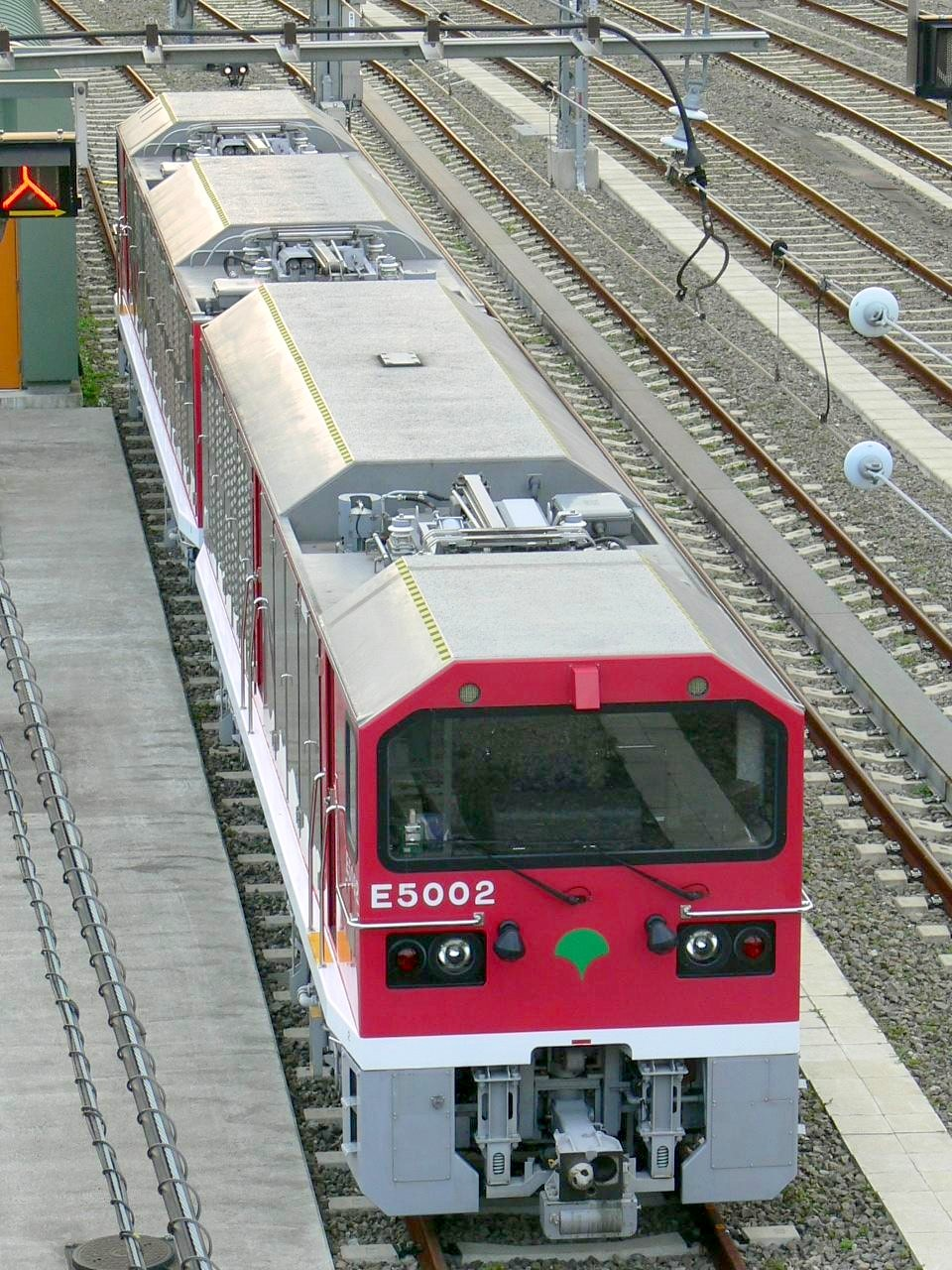
上から見たE5002 （2006年10月28日 馬込車両検修場）
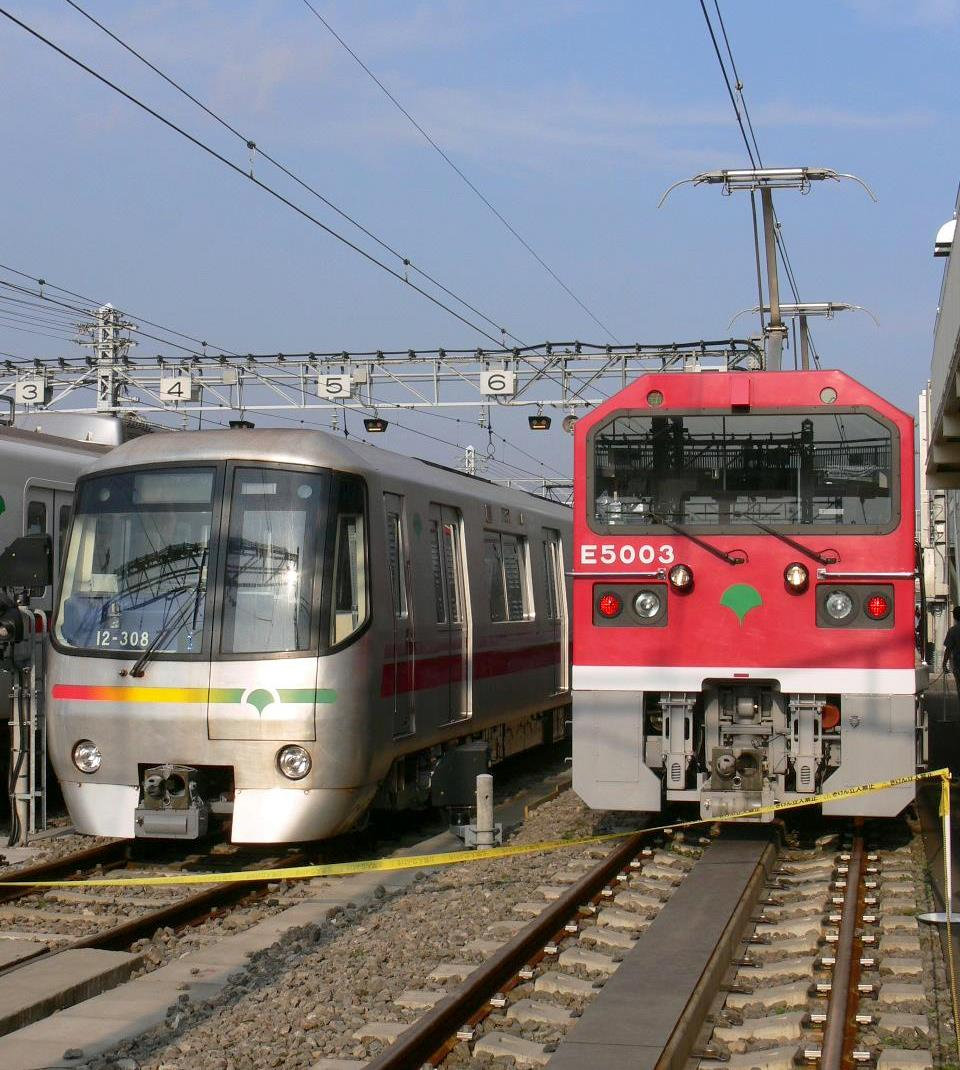
12-000形と並ぶE5003 （2006年10月28日 馬込車両検修場）
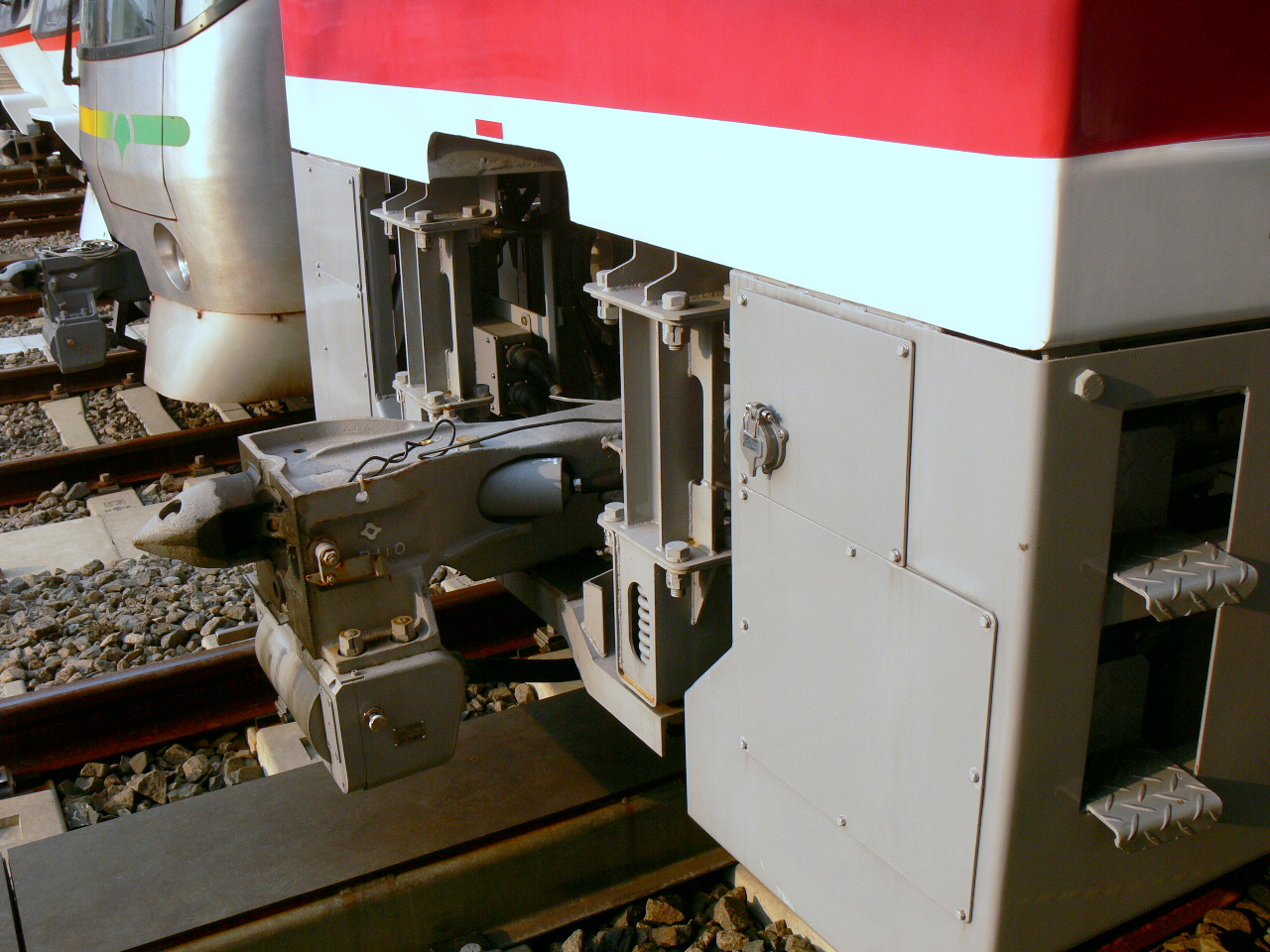
E5003の連結器 （2006年10月28日 馬込車両検修場）

## 編成表
|          | （浅草線内基準）← 西馬込汐留 → |             |
| 形式     | E50-MC1                        | E50-MC2     |
| 車両番号 | E5001 E5003                    | E5002 E5004 |

- 制御装置、補助電源装置、空気圧縮機などは各車に搭載される。
- パンタグラフはMc1車（奇数番号）に浅草線用を2台、Mc2車（偶数番号）に大江戸線用を1台搭載。
- 1号線乗り入れ協定により形式番号は5000番台。
- 全車両が浅草線に所属し、馬込車両検修場に配置[3]。
- 通常は馬込車庫の機関車専用の留置スペースに2本並んで留置されている。運用は1本であり、もう1本は予備。
- 2006年10月28日に「都営フェスタ'06 in 浅草線」にて、初めて一般公開が行われた。また2011年11月5日には「都営交通100周年記念フェスタ in 浅草線」の関連イベントとして、日中時間帯にE5000形の全編成がデモンストレーションとして泉岳寺 - 西馬込間を走行した[14]。2編成を続行運転させる形となり、うちE5003+E5004には都営交通100周年のヘッドマークを取り付けて運転した。
- 全般検査は京急ファインテック久里浜事業所にて実施されている。[13]